# Ken Kercheval
Ken Kercheval, född 15 juli 1935 i Wolcottville, LaGrange County, Indiana, död 21 april 2019 i Clinton, Indiana, var en amerikansk skådespelare. Kercheval är känd för sin roll som Cliff Barnes i TV-serien Dallas.

## Filmografi i urval
- 1968 - Ängel med mördarhand - Harry Jackson
- 1973 - The Seven-Ups - undre världens skräck - Ansel
- 1976 - Network - Merrill Grant
- 1978 - F.I.S.T. - Bernie Marr
- 1981 - Historien om Patricia Neal - doktor Charles Carton
- 1984 - Calamity Jane - Buffalo Bill Cody
- 1991 - Jeannie i mina drömmar - Mr. Simpson
- 1996 - Dallas. J.R. återvänder - Clifford "Cliff" Barnes

### TV
- 1973–1978 – Kojak (TV-serie) - Lacy, 3 avsnitt
- 1978–1991 – Dallas (TV-serie) - Cliff Barnes, 218 avsnitt
- 1992 – Lagens änglar (TV-serie), 1 avsnitt
- 1992 – Mord och inga visor (TV-serie) - Alex Ericson, 1 avsnitt
- 1993 – Walker, Texas Ranger (TV-serie) - Dr. Slade, 1 avsnitt
- 1994 – Mord, mina herrar (TV-serie), 1 avsnitt
- 1998 – Cityakuten (TV-serie) - Mr. Zwicki, 1 avsnitt
- 2002–2006 – Jordan, rättsläkare (TV-serie) - Claude Manning, 2 avsnitt

## Teater

### Roller
| År   | Roll                                           | Produktion                                    | Regi         | Teater                         |
| ---- | ---------------------------------------------- | --------------------------------------------- | ------------ | ------------------------------ |
| 1967 | Adam Captain Sanjar Flip, the Prince, Charming | The Apple Tree Jerry Bock och Sheldon Harnick | Mike Nichols | Shubert Theatre, New York, USA |

## Utmärkelser
- 1990 - Soap Opera Digest Award - Bästa manliga biroll prime time för Dallas
- 2006 - TV Land Awards - Pop Culture Award för Dallas (tillsammans med Charlene Tilton, Linda Gray, Larry Hagman, Patrick Duffy, Sheree J. Wilson, Mary Crosby, Susan Howard och Steve Kanaly)